# دانيال لي
دانيال لي هو سباح سريلانكي، ولد في 1990.

## وصلات خارجية
- دانيال لي على موقع الاتحاد الدولي للسباحة (الإنجليزية)
- دانيال لي على موقع SwimRankings.net (الإنجليزية)
- دانيال لي على موقع اللجنة الأولمبية الدولية (الإنجليزية)
- دانيال لي على موقع أوليمبيديا (الإنجليزية)